# 威爾遜 (阿肯色州波普縣)
威爾遜（英語：Wilson）是位於美國阿肯色州波普縣的一個非建制地區。該地的面積和人口皆未知。

## 地理
威爾遜的座標為35°12′37″N 92°55′47″W / 35.21028°N 92.92972°W，而該地的平均海拔高度為94米（即308英尺）。